# والدمار سیرپینسکی
والدمار سیرپینسکی (انگلیسی: Waldemar Cierpinski؛ زادهٔ ۳ اوت ۱۹۵۰) دونده ماراتن، دونده دو استقامت، و ورزشکار دو و میدانی اهل آلمان است.
او دو بار قهرمان المپیک در ماراتون شده‌است.

## حرفه
او در زمانی که وارد ماراتون المپیک ۱۹۷۶ شد کاملاً ناشناخته بود. او با گروه پیشتاز می‌دوید تا اینکه فرانک شورتر از آمریکا بعد از ۲۵ پیش افتاد. اما سپس سیرپینسکی را جلو افتاد و با ۵۱ ثانیه برنده مسابقه شد.